# Eutelia vadoni
Eutelia vadoni är en fjärilsart som beskrevs av Pierre E.L. Viette 1958. Eutelia vadoni ingår i släktet Eutelia och familjen nattflyn. Inga underarter finns listade i Catalogue of Life.